# Calle von Sydow Persson
Carl Christian "Calle" von Sydow Persson, tidigare enbart Persson, född 3 maj 1971 i Oscars församling i Stockholm, är en svensk filmfotograf. Han har bland annat varit verksam i film- och TV-serien om Maria Wern, detta mellan åren 2010 och 2016. Han är son till filmfotografen Jörgen Persson och scriptan Anne von Sydow.

## Filmografi (i urval)
- 2004 – Alla bara försvinner
- 2010 – Maria Wern – Stum sitter guden (TV-serie)
- 2011 – Maria Wern – Drömmar ur snö
- 2012 – Maria Wern – Inte ens det förflutna
- 2013 – Maria Wern – Drömmen förde dig vilse
- 2013 – Maria Wern – Först när givaren är död
- 2016 – Maria Wern – Min lycka är din
- 2016 – Maria Wern – De döda tiger
- 2016 – Maria Wern – Dit ingen når
- 2016 – Maria Wern – Smutsiga avsikter
- 2022 – Ur spår
- 2023 – Beck – Quid Pro Quo (TV-film)
- 2023 – Beck – Inferno (TV-film)
- 2024 – Beck – Vilhelm (TV-film)
- 2025 – Beck – Den osynlige mannen (TV-film)